# جانی و کلاید
جانی و کلاید (به انگلیسی: Johnny & Clyde) یک فیلم اکشن، ماجراجویانه و جنایی آمریکایی محصول سال ۲۰۲۳ به کارگردانی تام دنوچی و نویسندگی مشترک پل لوبا با بازی مگان فاکس، اون جوگیا و آجانی راسل است.

## داستان
جانی و کلاید قصد دارند از کازینوی آلانا هارت دزدی کنند و توسط کلانتری که دخترش را سال‌ها پیش به قتل رساندند انتقام بگیرند و …

## تولید
فیلمبرداری در نیمه دوم سال ۲۰۲۱ در رود آیلند آغاز شد.

## بازخوردها
کامون سنس مدیا به فیلم ۱ ستاره داد، در حالی که اسکرین رانت این فیلم را «غیرقابل تماشا» نامید.